# Hans Ailbout

Hans Ailbout (1907)

Hans Ailbout (* 2. Juli 1879 in Krefeld als Johann Franz Ailbout; † 1. September 1957 in Berlin) war ein deutscher Musiker, Musikdirektor und Komponist.

## Leben
Nach seinem Musikstudium lehrte Ailbout zunächst am Krefelder Konservatorium und ab 1901 am Stern’schen Konservatorium in Berlin. Um 1907 gründete er das Mozart-Konservatorium in Berlin-Wilmersdorf und war fortan dessen Direktor. Dort lehrte auch seine erste Frau, die Konzertsängerin Hilda Ailbout (geb. Mathilde Dorothea Bahmer), mit der er von 1905 bis 1914 verheiratet war. 1917 heiratete er in zweiter Ehe Emma Siemon.
Ailbout veröffentlichte seine Werke unter eigenem Namen und unter zahlreichen Pseudonymen, u. a.  E. Beker, Bell, E. Born, Jean Boutail, E. Brandt, F. Eilenburg, Hans Ernesti, H. Faneau, Jose Ferrin, F. K. Huber, Konrad Kösen, H. Lange und Torelli.
Hans Ailbout starb am 1. September 1957 im Alter von 78 Jahren in Berlin. Die Beisetzung erfolgte auf dem landeseigenen Friedhof Wilmersdorf. Das Grab ist nicht erhalten.

## Werk
Ailbouts bekannteste Melodienfolge für Blasorchester ist die Fantasie Im Rosengarten von Sanssouci, deren Noten u. a. im Bestand der Deutschen Nationalbibliothek in Leipzig zu finden sind.
Mit seinem Militärmarsch Wir präsentieren gewann er im Jahr 1912 den 1. Preis im vom Verlag Scherl, Berlin, veranstalteten Kompositionswettbewerb. In der Bearbeitung von Musikinspizient Oskar Hackenberger wurde der Marsch im selben Jahr unter der Nummer I, 93 in die preußische Armeemarschsammlung aufgenommen. Bei der größten Reiterprozession Europas, dem jährlich stattfindenden Blutritt im oberschwäbischen Weingarten, wird der Marsch von zahlreichen Musikkapellen gespielt. Er gilt als „Hymne des Blutritts“ und wird dort auch liebevoll „Rossbollen-Marsch“ genannt.
Außerdem komponierte Ailbout Filmmusiken für die stummen Filmoperetten Das Kußverbot (1920), Miß Venus (1921, mit Otto Tilmar Springefeld), Die blonde Geisha (1923) und Das Mädel von Pontecuculi (1924) und für Dokumentarfilme wie Im Teufelsmoor, Heidehochzeit, Beim Offenburg in der Heide, Ernte im Wald, Das Land der 1000 Wunder und andere. Später gehörten auch Filmmusiken für Tonfilme wie Betragen ungenügend (1933) oder Die Bande von Hoheneck (1934) zu seinem kompositorischen Œuvre.
Anfang der 1920er Jahre nahm er als Dirigent des Potsdamer Tonkünstler-Orchesters einige Schallplatten mit Marschmusik auf.